# Saint-Sauveur (quartier)
Pour les articles homonymes, voir Saint-Sauveur.
Saint-Sauveur est un des trente-cinq quartiers de la ville de Québec, et un des six qui sont situés dans l'arrondissement La Cité-Limoilou. Il est l'un des quartiers formant la basse-ville de Québec. Le quartier est nommé en l'honneur de Jean Le Sueur, abbé de Saint-Sauveur, premier prêtre séculier à venir s'établir sur les bords du fleuve Saint-Laurent.

## Histoire

### Fondation et établissement

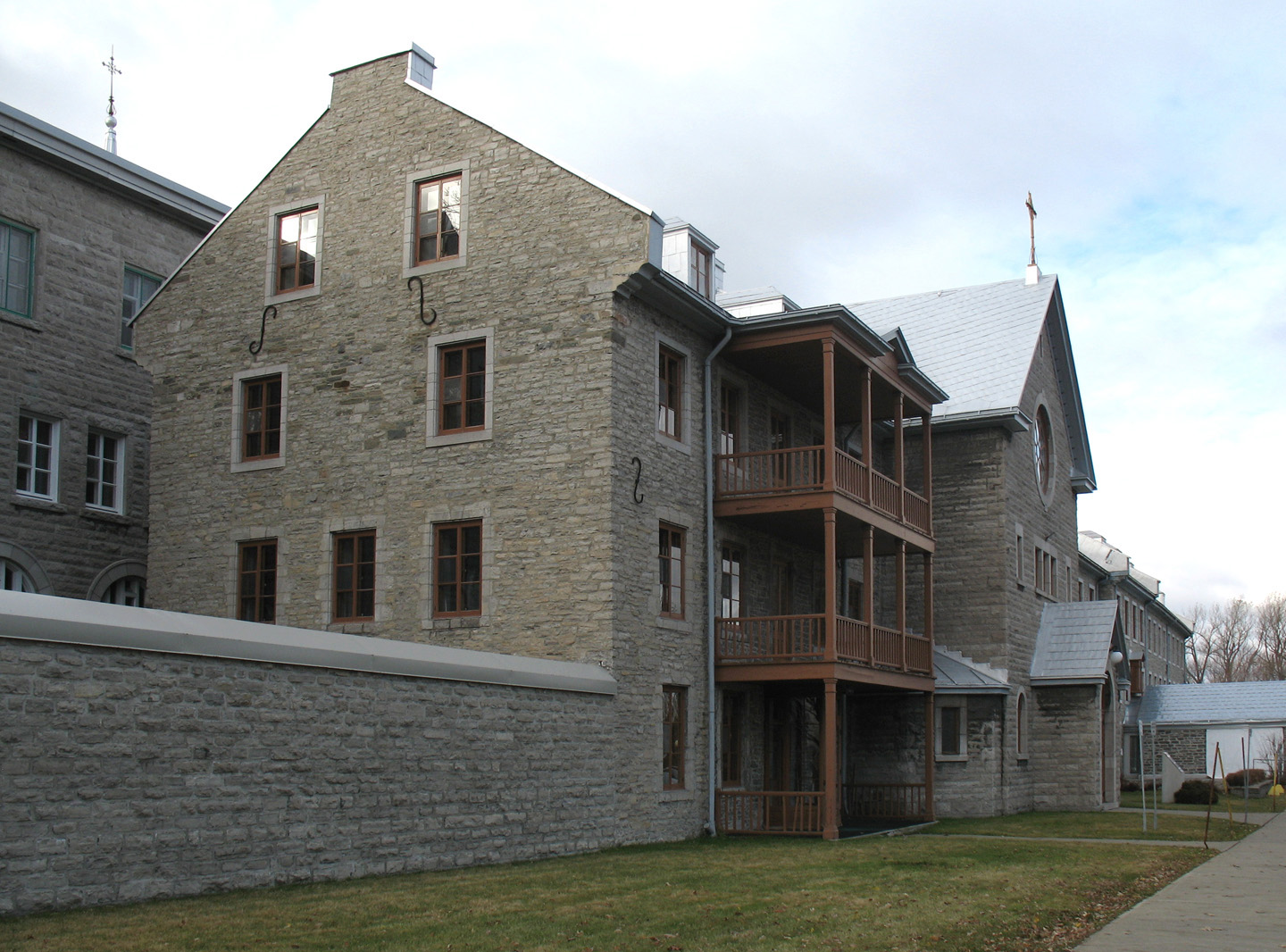
L'Hôpital général de Québec, fondé en 1692, se trouve au nord du quartier.

Au tout début du régime français, les basses-terres de la plaine qui bordent la rivière Saint-Charles, où naîtra Saint-Sauveur, sont mises en réserve et forment les terres communales. En 1618, Champlain propose d’y installer une ville qu’il nommerait « Ludovica ». Ce projet ne se réalise pas; on abandonne cette idée vers 1638 et on installe plutôt la ville dans ce qui est aujourd'hui le Vieux-Québec, autour du fort Saint-Louis. Dès lors, on procède à la concession des terres. Ainsi, en 1653, Jean Le Sueur, premier prêtre séculier à venir en Nouvelle-France, reçoit de l'Hôtel-Dieu de Québec une concession qui prolonge jusqu'à la rivière celle qu’il possède déjà sur le coteau. Jean Le Sueur, auparavant prêtre de Saint-Sauveur-de-Thury-Harcourt en Normandie, était surnommé Monsieur de Saint-Sauveur. Le quartier lui doit son nom: son surnom s'est étendu aux terres qu'il possédait, dont les limites est et ouest de ces terres sont alors respectivement les rues Durocher et Montmagny. 
Les récollets, arrivés au Québec en 1615, obtiennent une concession sur les rives de la Saint-Charles. Leur terre s'étend du coteau Sainte-Geneviève à la rivière, entre les actuelles rues Caron et De Mazenod. Ils y érigent une chapelle et un couvent dédiés à Notre-Dame-des-Anges. Chassés de Québec en 1629 par la famille Kirke, ils ne seront de retour qu'en 1670. Ils reconstruisent un couvent et une chapelle, qui existent encore aujourd'hui, au sein de l'Hôpital-Général.
Ce faubourg, formant à l'époque une partie de la banlieue de Québec, est au départ peu habité. Dans les années 1840, le quartier est partagé entre quatre grandes propriétés foncières: le fief des récollets, qui appartient aux religieuses de l'Hôpital-Général, le Domaine Bois-Bijou (Boisseauville), les terres de l'Hôtel-Dieu, et une terre appartenant aux Ursulines de Québec. 
Vers 1845 naît Boisseauville à la suite de travaux d'arpentage. À l'origine, le Domaine de Bois-Bijou appartenait à Michel Sauvageau; on y trouve une villa entourée d'un grand jardin, quelques granges, un étang. Michel Sauvageau fait tracer un premier plan de lotissement en 1810, et une première rangée de lots à bâtir est établie sur la rue Sauvageau, en direction du Faubourg Saint-Jean. Après sa mort, Pierre Boisseau procède au lotissement des terres, où s'élèvera Boisseauville. 
S'ensuivra la construction d'une première église et d'un hôtel de ville.

### Quartier ouvrier et développement urbain

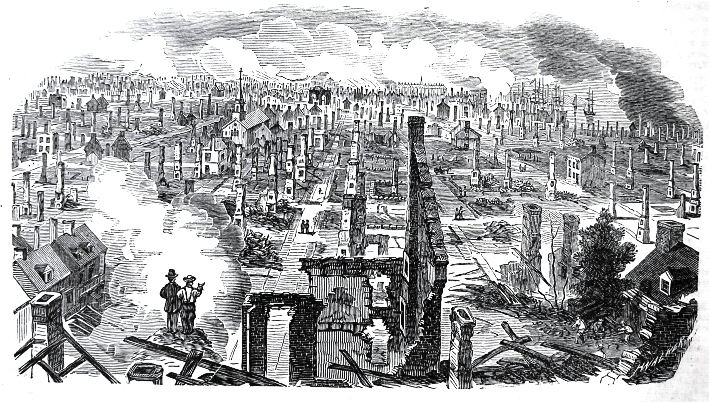
Le quartier est rasé en 1866 à la suite du Grand incendie de Québec

Au début du XIXe siècle, le succès des chantiers navals, du commerce du bois et de l’activité portuaire entraîne le développement fulgurant de Saint-Sauveur. La forte demande de main-d’œuvre entraîne la construction d’un grand nombre de maisons. Depuis 1840, Saint-Sauveur était devenu le foyer d’un grand nombre d’ouvriers pauvres puisqu’à cet endroit, les règles de construction permettent de bâtir des maisons qui ne sont pas à l’épreuve du feu. Dès 1845, Saint-Sauveur est considéré comme la banlieue de Québec. L’incendie qui détruit Saint-Roch, le quartier voisin, va provoquer un mouvement de la population vers Boisseauville.
Le nouveau code municipal de 1855 oblige les petites villes et villages du Québec à se donner une administration municipale.  Saint-Sauveur se regroupe d’abord avec Limoilou en une municipalité appelée « banlieue de Saint-Roch » jusqu’en 1862. Sur le plan religieux, l’archevêque de Québec transforme, ce qui n'était qu'une desserte de la paroisse de Saint-Roch en paroisse de plein exercice en 1853. Il en confie la gestion à la congrégation des Oblats de Marie Immaculée. Le quartier obtient une charte municipale autonome en 1862, et change son nom officiel de Saint-Roch nord en Saint-Sauveur en 1872.  
En 1866, Saint-Sauveur est rasé par le Grand incendie de Québec. La même année, le Boulevard Langelier est alors élargi pour éviter que le feu ne se propage entre Saint-Roch et Saint-Sauveur. En 1874, une partie du territoire de Saint-Sauveur est détaché pour la création de la Paroisse de Notre-Dame-du-Sacré-Cœur qui deviendra Sacré-Cœur-de-Jésus en 1886.
En 1888, on construit le marché Saint-Pierre, là où se trouve aujourd’hui le centre Durocher. Baptisé en l’honneur de Pierre Boisseau, il devient la propriété de la ville de Québec lors de l’annexion en 1889 du village de Saint-Sauveur. La halle de briques rouges mesure 52 mètres de long, soit la même dimension que la halle Montcalm. Elle échappe à la conflagration de 1889 qui rase le quartier. Fermé en 1915, l'édifice est loué aux Œuvres de jeunesse, puis incendié en 1945.  
Un autre incendie détruit 600 maisons le 16 mai 1889. « La nuit dernière, vers minuit, la population de la ville a été mise en émoi par le tocsin qui sonnait à tous les clochers de la ville ». Ainsi s’exprime Le Journal de Québec pour rendre compte de cet incendie. Le feu éclate le mercredi 15 mai, vers 23h30, dans la propriété de Mme McKennon, boucher, sur la rue Saint-Vallier, et se propage en arrière sur le "terrain Bédard". À deux heures du matin, il ne reste déjà plus rien des rues Saint-Ambroise, Sainte-Catherine, Parent, Chenest, Sainte-Marie, et Saint-Louis. Le feu consume près du tiers de la paroisse, soit environ cinq cents maisons dans la partie nord, le long de la rue Saint-Vallier, laissant de quatre à cinq mille personnes sans abri.  

Cela relance le débat de l’annexion du quartier à la ville de Québec. L'enjeu principal concerne l'installation d'un réseau de distribution d’eau, essentielle pour combattre le feu. Les pourparlers commencent en juin 1889 entre les deux municipalités. Les citoyens de Saint-Sauveur entérinent l’entente par référendum les 26 et 27 septembre 1889.  Les autorités de Québec introduisent dans le quartier, et font construire des égouts, des trottoirs, pavent et éclairent des rues.    

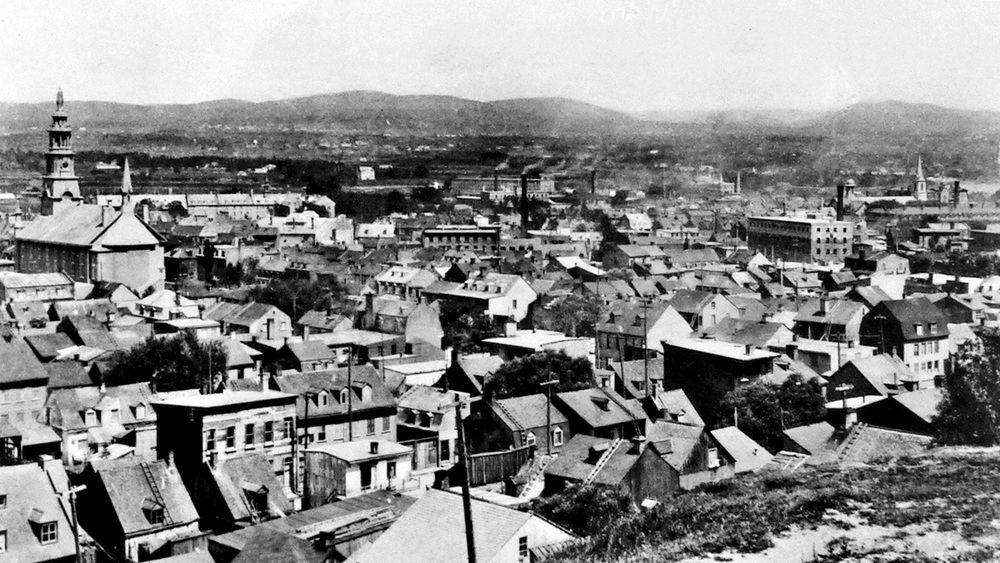
Le quartier vu depuis la haute-ville, en 1899

Les transformations seront rapides. Charles Baillargé, ingénieur à la ville parle de « la transformation la plus magique dont aucune ville n’ait jamais été témoin ». En moins de trois ans, le quartier rattrape son retard sur le reste de la ville quant aux  équipements urbains : réseau de distribution d’eau, réseau de drainage, trottoirs, chaussées empierrées, poste de pompiers et de police, téléphones, éclairages électriques, etc. Le quartier s’étendra alors à la rue Saint-Vallier. À cette époque, la rue Saint-Ours, qui s’appellera plus tard le boulevard Langelier, constitue la plus belle artère de la ville.
En 1914, Jules Gingras fonde sur l'avenue du Sacré-Cœur la Laiterie de Québec, qui deviendra plus tard la Laiterie Arctic (ainsi nommée en l'honneur du navire du capitaine Joseph-Elzéar Bernier). C'est la première laiterie de Québec qui pasteurise son lait. La laiterie sera  déménagée sur le boulevard Charest Ouest en 1956. 
Le 1er avril 1918, le quartier est le théâtre d'une des émeutes de la Crise de la conscription à Québec. La même année, la grippe espagnole fait 500 victimes à Québec. 80% des victimes se retrouvent dans la Basse-Ville de Québec, surtout dans les deux quartiers les plus pauvres: Saint-Sauveur et Saint-Malo.
En 1920, un auteur anonyme écrit dans L'Action catholique au sujet de Saint-Sauveur : « Jamais débuts ne furent plus modestes: le terrain est une savane non-irriguée et les résidences, de misérables cabanes ». D’ailleurs, Saint-Sauveur "était surnommé le faubourg des tuyaux, car beaucoup d’habitations n’avaient pas de cheminées de briques mais de simples tuyaux de tôle qui dépassaient du toit".

### Revitalisation

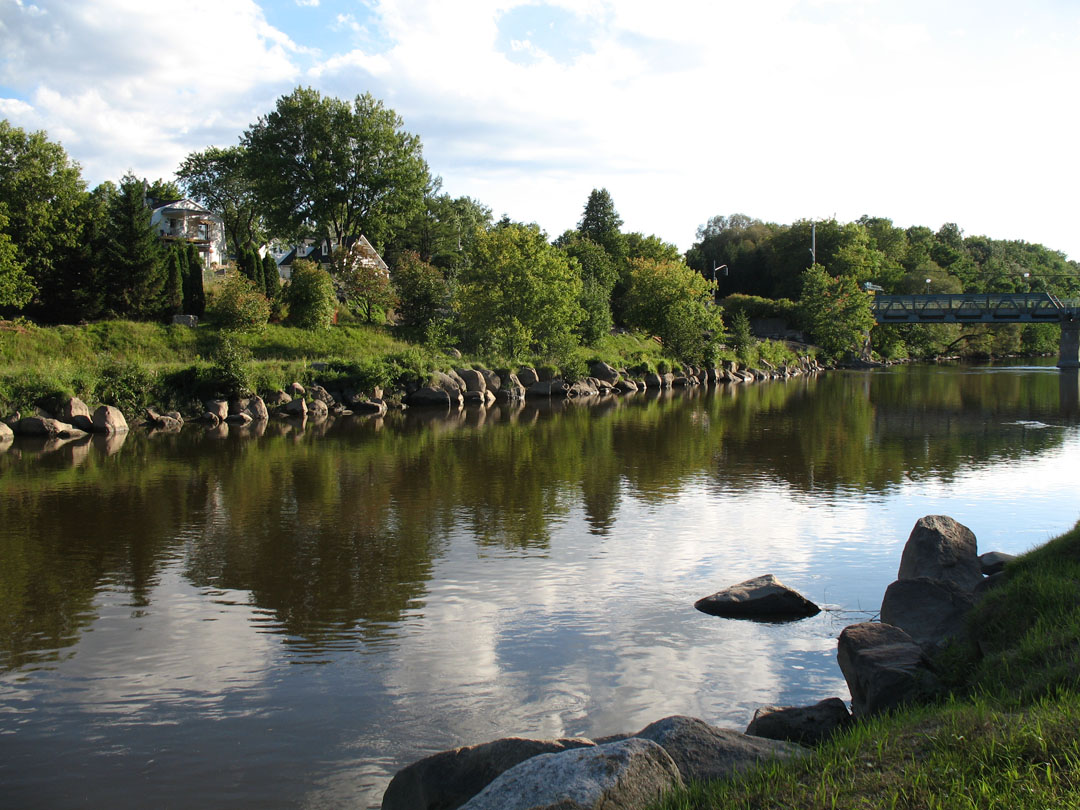
La rivière Saint-Charles dans le quartier Saint-Sauveur près du pont Scott

Dès 1971, une campagne est lancée pour démanteler le chemin de fer qui traversait une partie du quartier et le coupait du parc Victoria. Les voies sont finalement enlevées en 1974. 
De 2006 à 2008, la Ville de Québec entreprend de refaire au complet le boulevard Charest entre le boulevard Langelier et l'avenue Saint-Sacrement. L'artère principale subit des travaux de réfection majeurs sur 2,5 kilomètres avec le retrait du terre-plein, l'élargissement des trottoirs et la plantation d'arbres. On amorce aussi plusieurs projets de construction résidentielle dans le même secteur. 
La rivière Saint-Charles, au nord du quartier, fait l'objet de travaux de renaturalisation des berges en 2007. Le parc Victoria est aussi transformé par la construction d'un bassin de rétention d'eau, par la démolition de l'aréna Victoria et par le déménagement d'une chapelle.

### Liste des maires de Saint-Sauveur[11]
- 1855-1858 : Louis Falardeau
- 1858-? : Pierre Giroux
- ? - ? : William Cook
- ? - ? François Falardeau
- 1870-1883 : François Kirouac
- 1883-1884 : Marcel Rochette
- 1884 : Pierre Boutin
- 1885-1887 : Michel Fiset
- 1887-1889 : François Kirouac

- ?1901-1904 : Émile Tourangeau[12]

#### Hommages toponymiques
- La rue Louis-Falardeau a été nommée en l'honneur maire Falardeau, en 1875, dans la municipalité de paroisse de Saint-Sauveur, maintenant présente dans la ville de Québec.
- La rue Kirouac a été nommée en l'honneur du maire Kirouac en 1890 dans la ville de Québec.
- La rue Dolbeau s'appelait auparavant, la rue Émile en l'honneur du maire Tourangeau entre 1905 et 1909 dans la ville de Québec.

## Portrait du quartier
Le quartier de Saint-Sauveur est situé dans la Basse-Ville de Québec.
Il comprend également la portion nord du parc industriel Jean-Talon, un secteur qui relevait auparavant de la ville de Sainte-Foy.

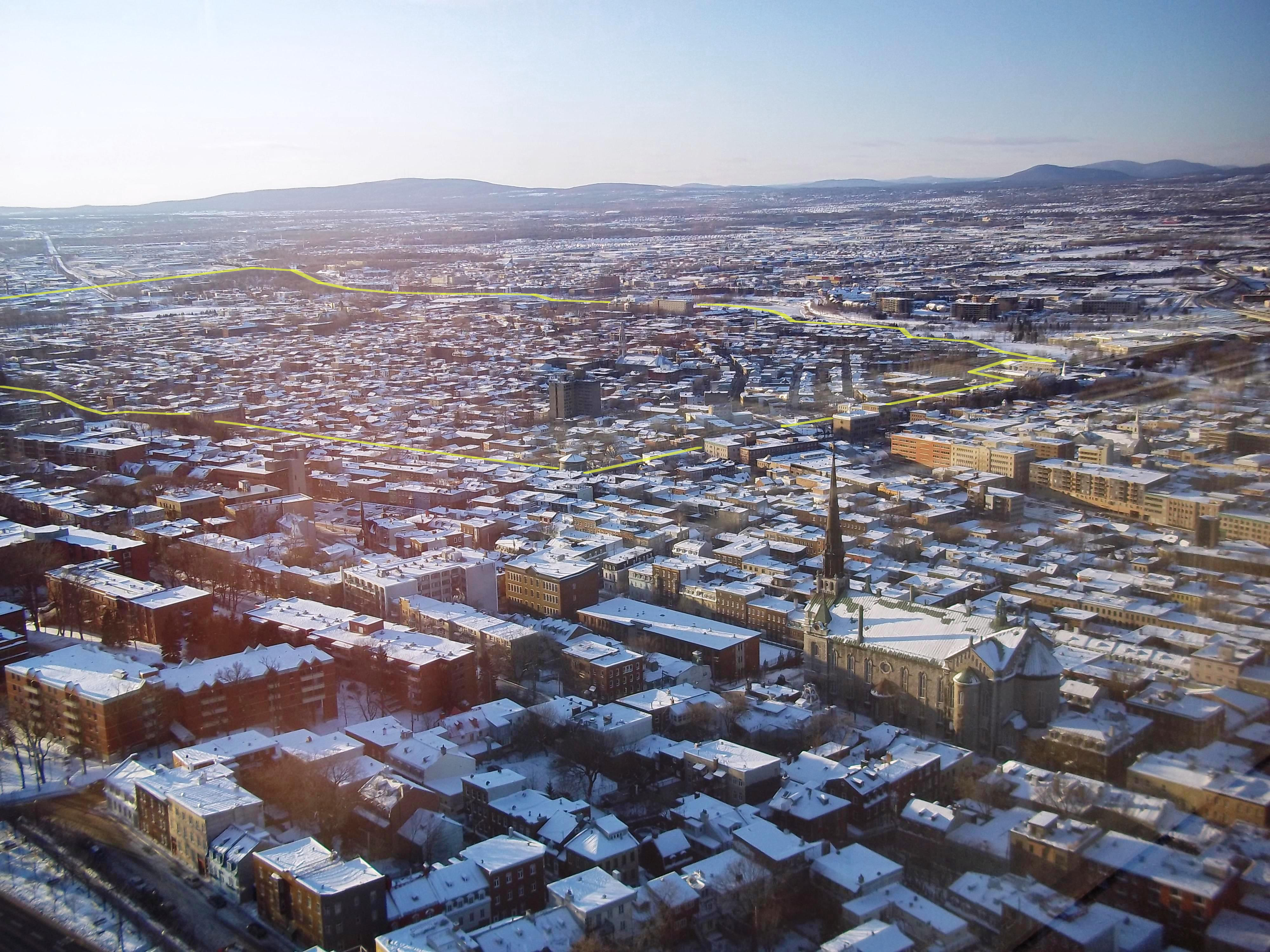
Les limites géographiques approximatives de la majorité du quartier, en jaune.

Au conseil municipal de Québec, le quartier est représenté par le district Saint-Roch-Saint-Sauveur, dans l’arrondissement de la Cité-Limoilou.

### Artères principales
- Rue Saint-Vallier Ouest
- Boulevard Charest Ouest
- Rue de l'Aqueduc
- Rue Marie-De-L'Incarnation
- Boulevard Langelier
- Avenue des Oblats

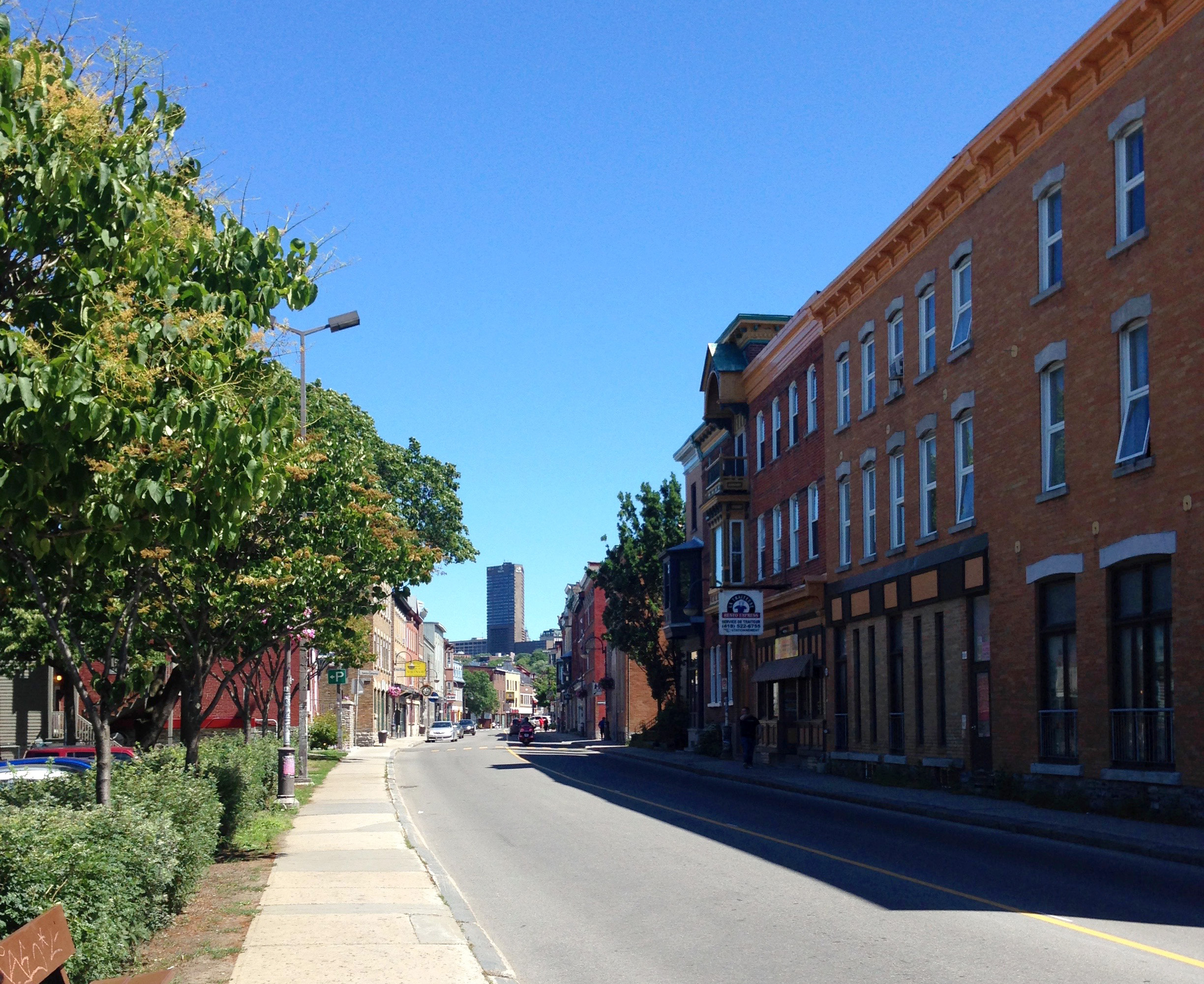
Rue Saint-Vallier

- Ponts sur la rivière Saint-Charles:
  - Pont Scott
  - Pont Marie-de-l'Incarnation

### Édifices notables
- Hôtel-Dieu du Sacré-Cœur, hôpital spécialisé en épilepsie
- Hôpital général de Québec dans la municipalité de paroisse indépendante Notre-Dame-des-Anges, entre Saint-Roch et Saint-Sauveur.

### Parcs, espaces verts et loisirs
Patro Laval
- Parc Dollard-des-Ormeaux

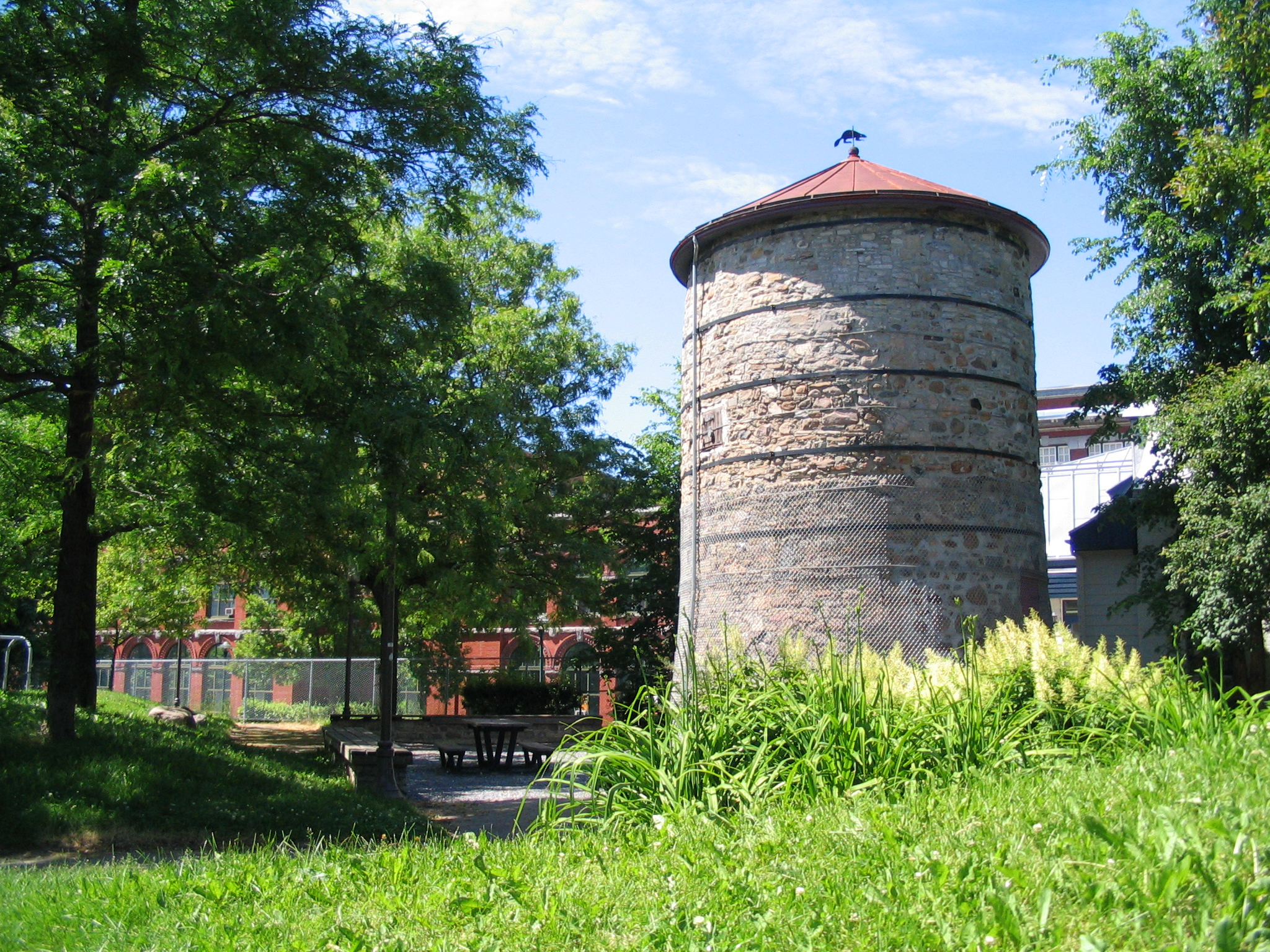
Parc du Moulin-de-l'Hôpital

- Parc linéaire des rivières Saint-Charles et du Berger
- Parc du pont Scott
- Parc de l'Hôpital Sacré-Cœur
- Parc du Moulin-de-l'Hôpital
- Parc Durocher
- Parc-école Marguerite-Bourgeoys
- Parc du boulevard Langelier
- Parc Victoria
- Parc Alys-Robi

### Édifices religieux

#### En fonction
- Église Saint-Sauveur (Église catholique au Canada)[14] (1852), reconstruite vers 1868 à la suite du Grand incendie de Québec
- Église Sainte-Angèle (Église catholique au Canada)[15] (1899)

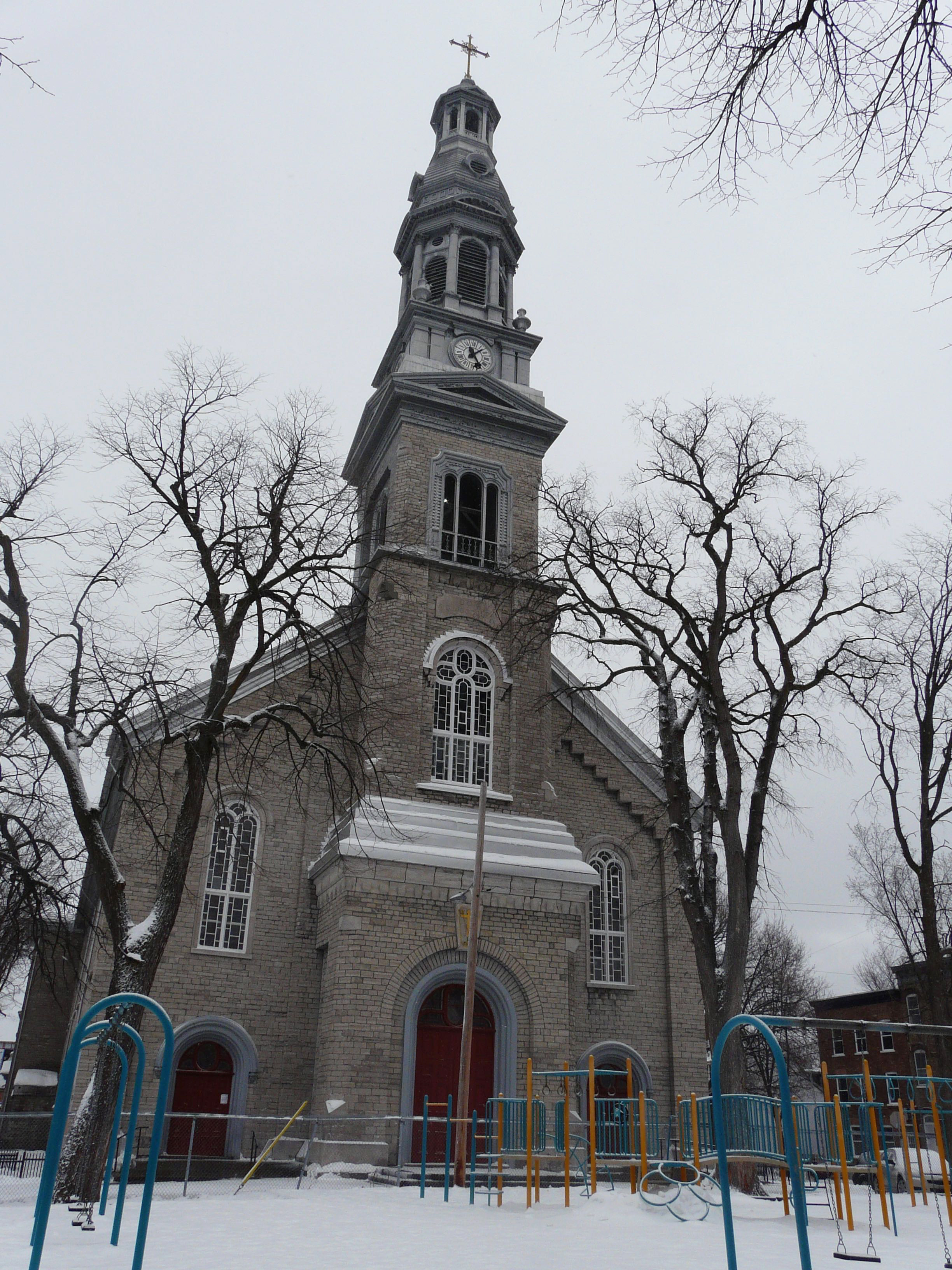
Église Saint-Sauveur (depuis 1852)
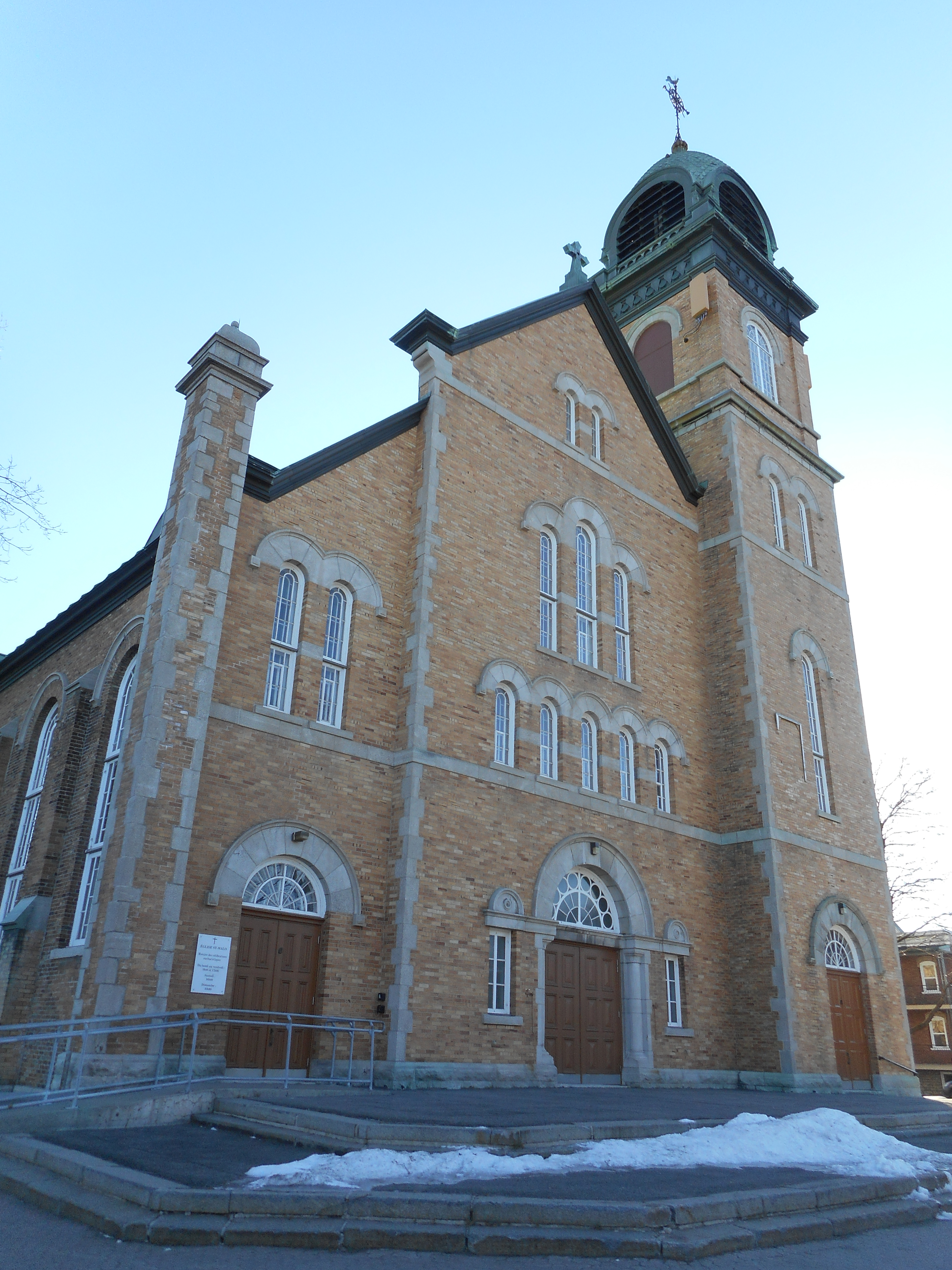
Église Sainte-Angèle (depuis 1899)
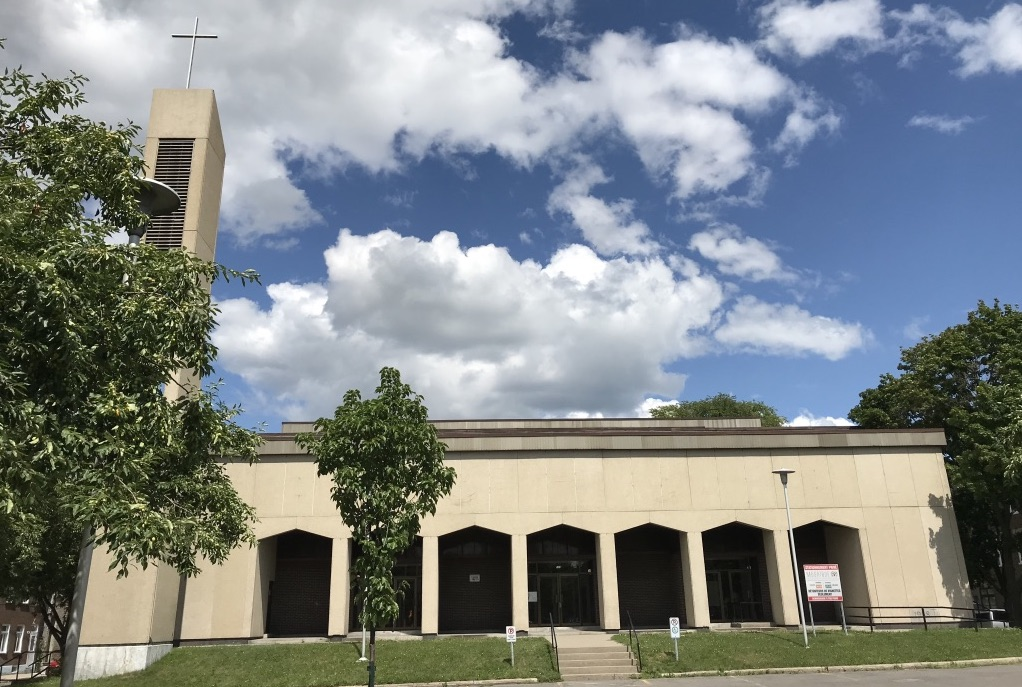
Église Mosaïque (depuis 2016)

- Église Mosaïque (Association chrétienne pour la francophonie) (ancienne Église Sacré-Cœur-de-Jésus) [16]
- Mosquée de la Capitale (confession musulmane, 2011)  [17]

#### Disparus
- Chapelle Notre-Dame-de-Lourdes (1879), démolie en 1968 pour faire place à un centre d’hébergement.
- Église Notre-Dame-de-Pitié[18] (1947), fermée en 2008, détruite en 2011 pour faire place à des logements pour ainés.
- Église Notre-Dame-de-Grâce[19] (1926), fermée en 2001, détruite en 2009 pour faire place à deux coopératives d'habitations, L'Étale et La Barraque.
- Église Saint-Joseph[20] (1941), fermée en 1998, démolie en 2013 pour faire place à des logements.

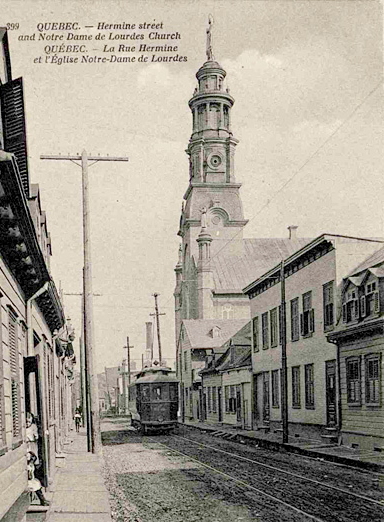
Chapelle Notre-Dame-de-Lourdes (1879-1968)
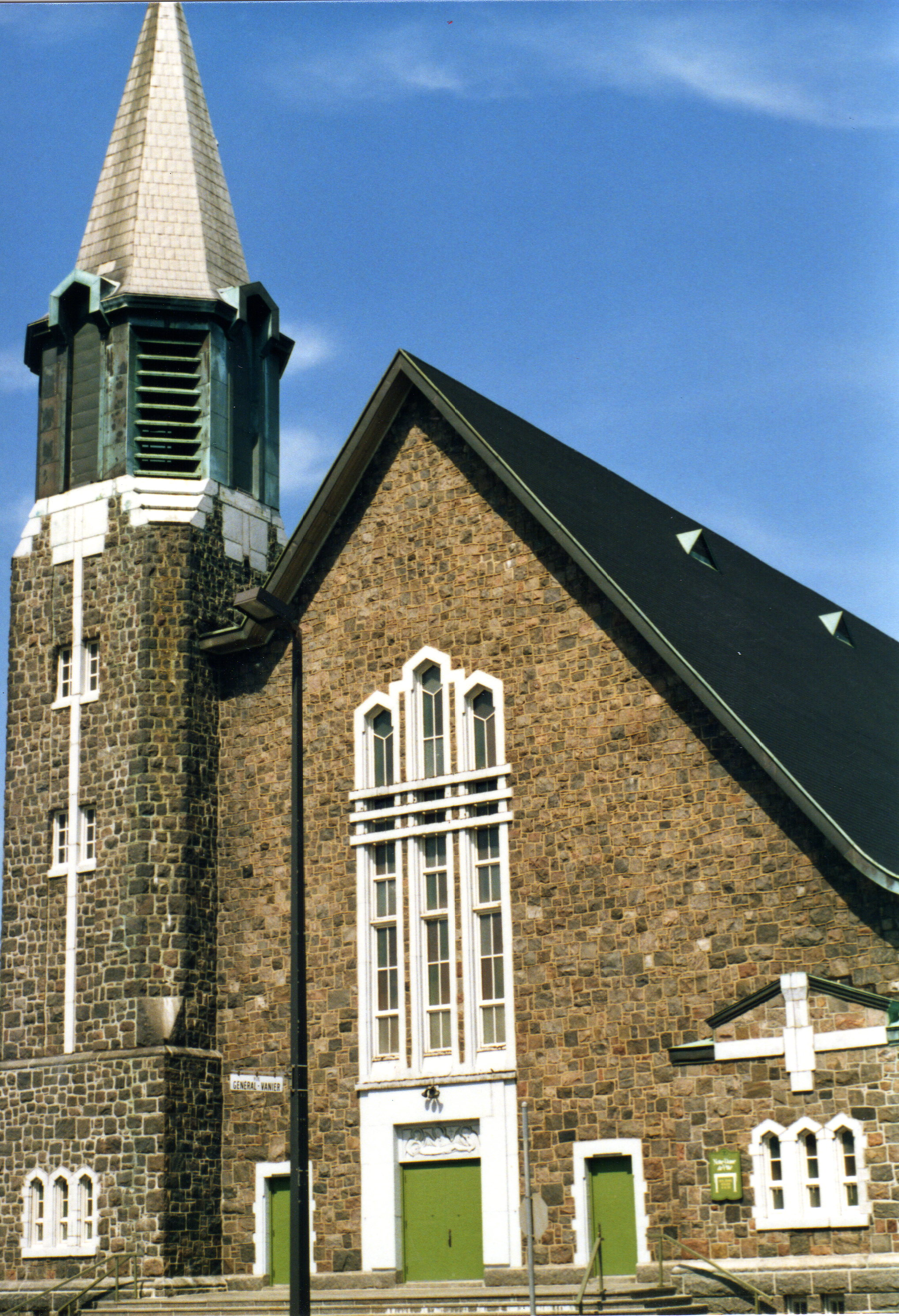
Église Notre-Dame-de-Pitié (1947-2011)
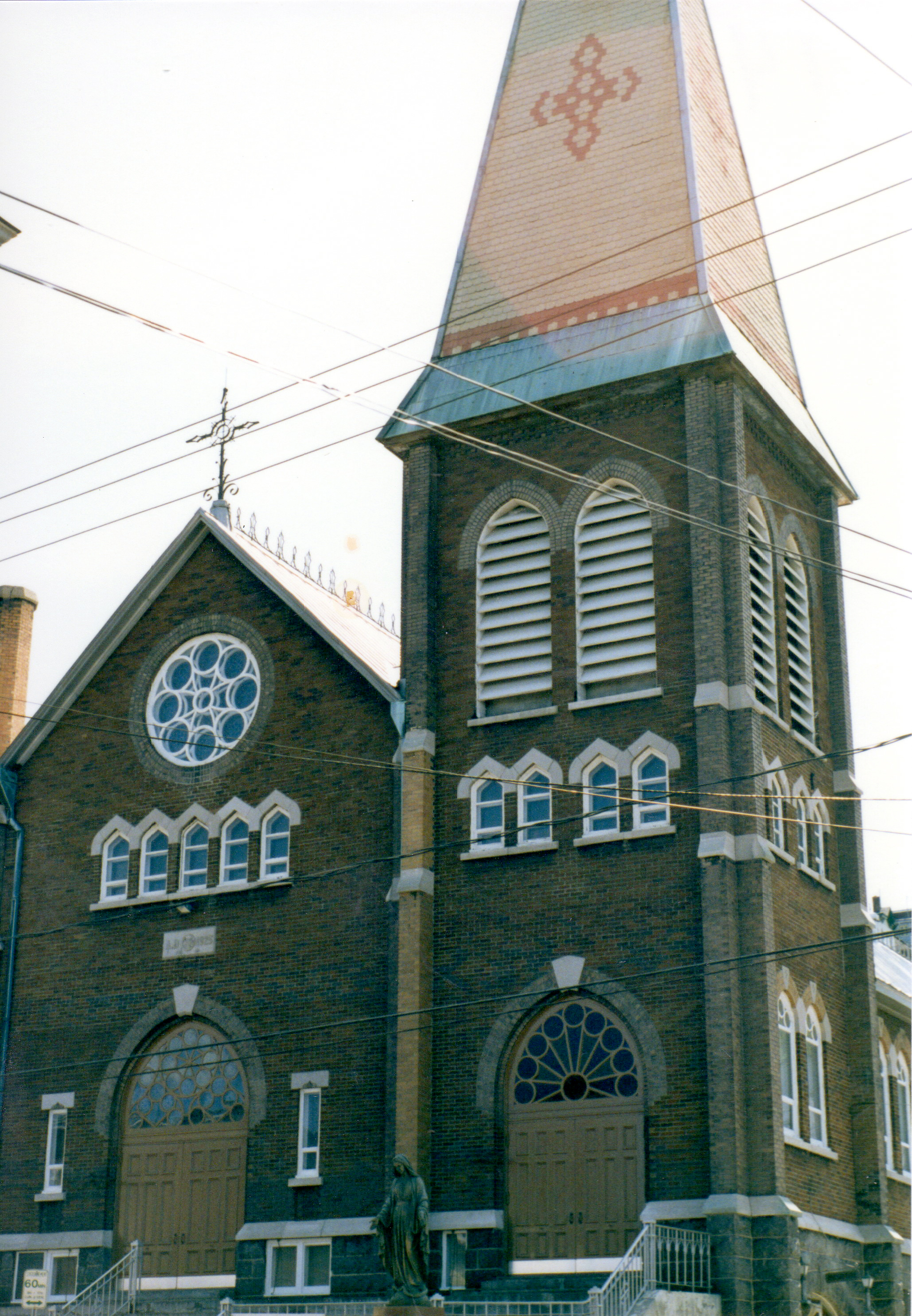
Église Notre-Dame-de-Grâce (1926-2009)
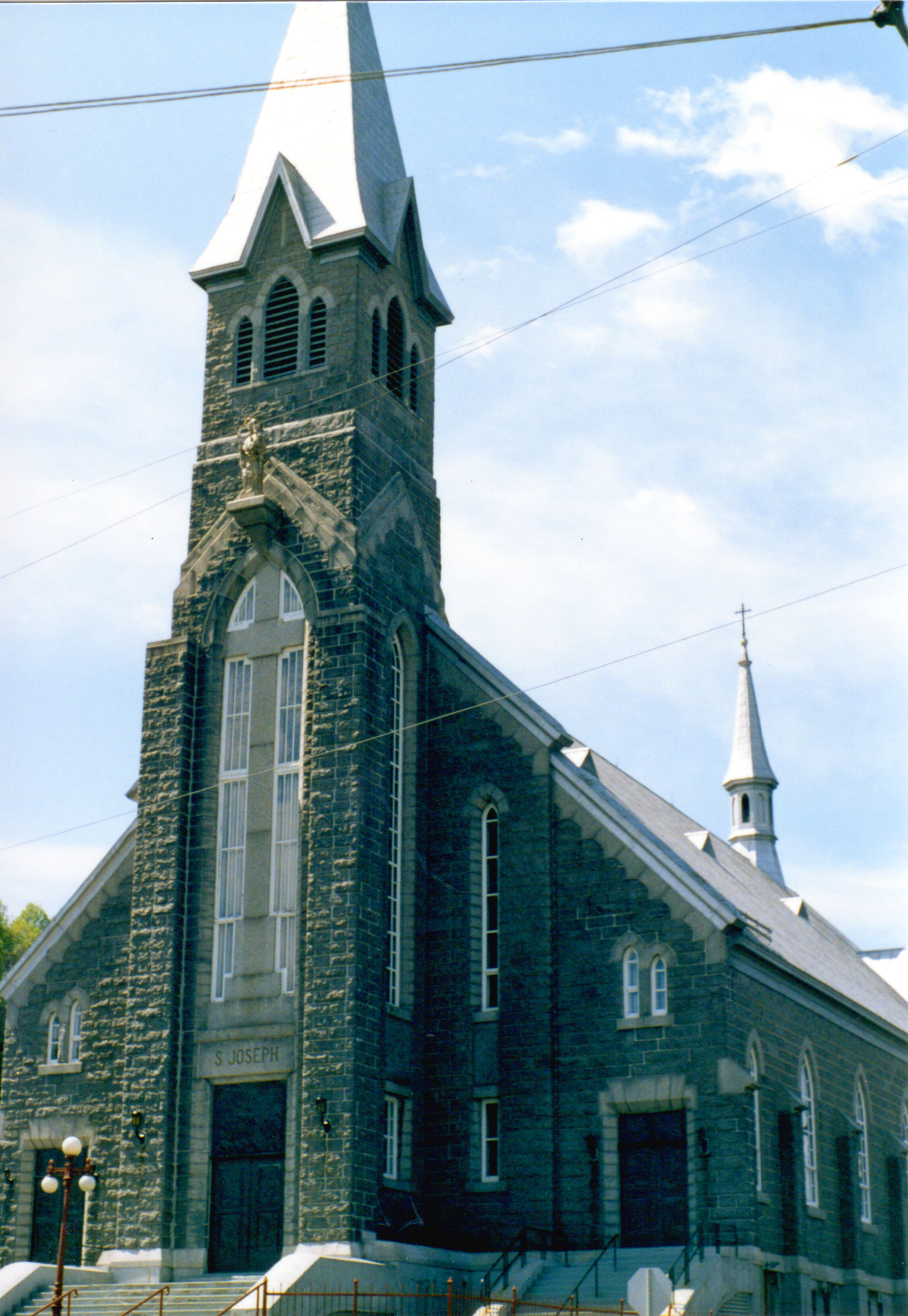
Église Saint-Joseph (1941-2013)

### Musées, théâtres et lieux d'expositions
- Petit Théâtre de Québec
- Le Pantoum

### Commerces et entreprises

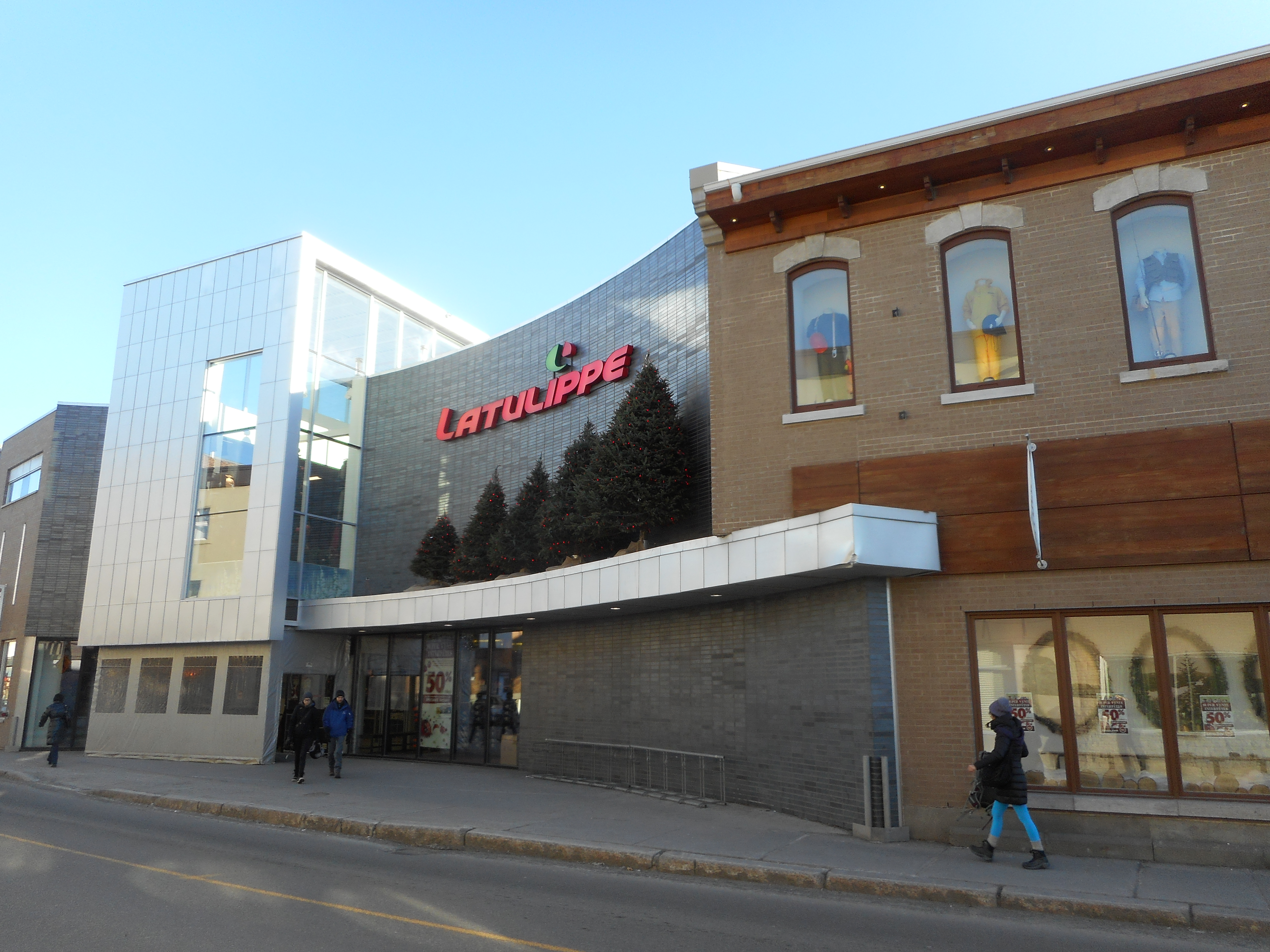
Le magasin de plein-air Latulippe (rue Saint-Vallier)

- La rue des commerçants et artisans du quartier Saint-Sauveur est la rue Saint-Vallier Ouest. De petits magasins, coiffeurs, épiceries, pharmacies et parcs forment le cœur de cette artère importante.
- Le quartier est reconnu pour sa concentration de restaurants aux saveurs du monde (vietnamien, thaïlandais, chinois, créole, africain, etc.)
- Parc industriel Saint-Malo.
- Patro Laval

### Lieux d'enseignement

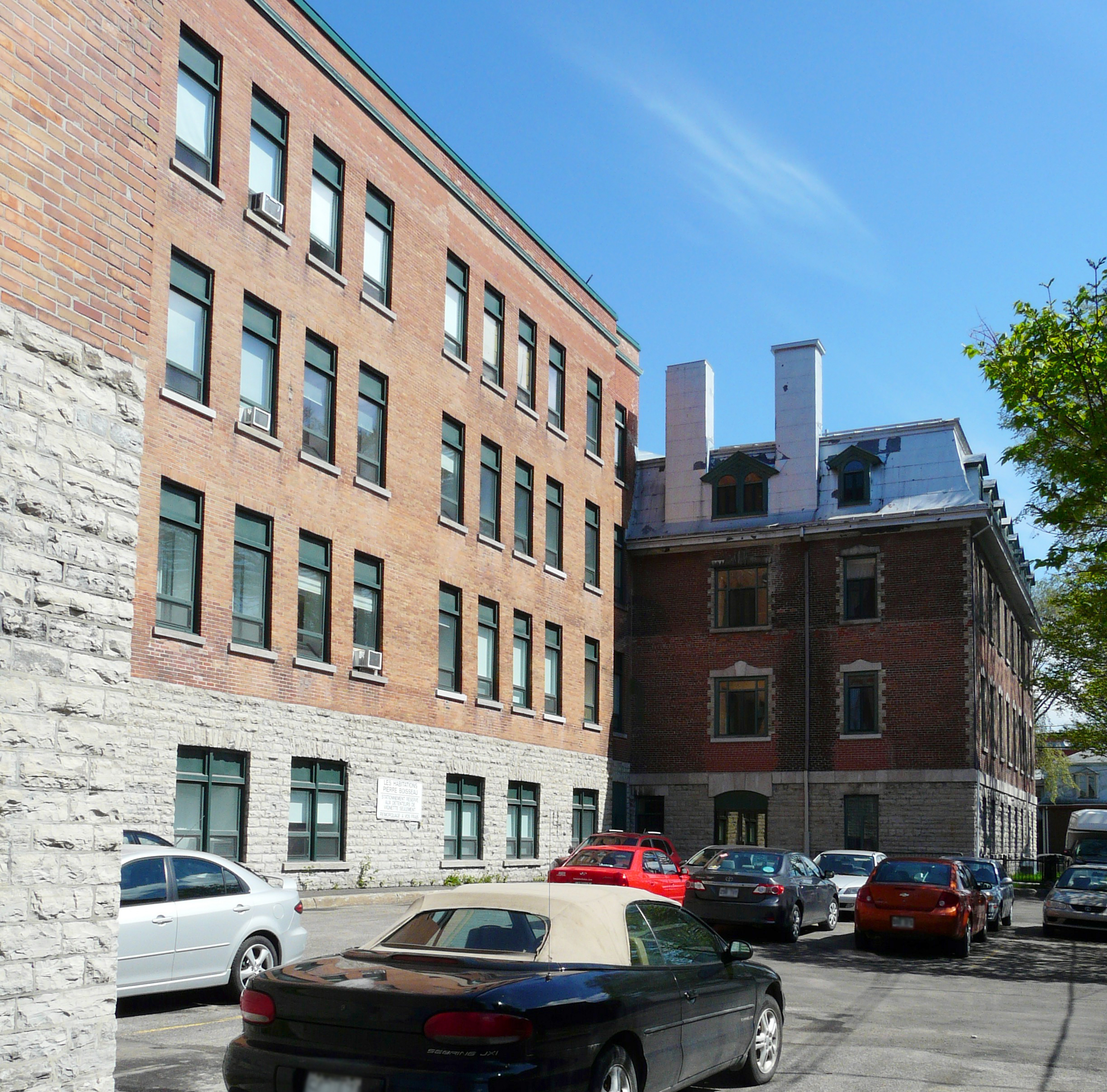
Ancien collège Maria-Joseph, aujourd'hui une résidence pour personnes âgées.

Tous les établissements publics d'enseignement du quartier sont opérés par la Commission scolaire de la Capitale.
- École primaire Marguerite-Bourgeoys:
  - En 1856, on construit la première école Marguerite-Bourgeoys (Frères des écoles chrétiennes). Ce beau bâtiment sera détruit lors du grand incendie de 1866. Déjà, le 14 octobre 1866, on reconstruit le couvent Saint-Sauveur sous l'égide de la congrégation de Notre-Dame. Lors du centenaire en 1956, on célèbre avec faste alors que 742 élèves entourés de 25 religieuses et 14 laïques entreprennent l'année scolaire avec enthousiasme. Déjà on dresse les plans d'une nouvelle école et c'est ainsi qu'en 1958, l’école Marguerite-Bourgeoys ouvre ses portes[21]. L'école accueillera au plus fort de ses activités en 1967-68 1137 élèves confiés à une équipe de 77 professeurs. Aujourd'hui, cet établissement est l'école primaire du quartier.
- École primaire Sacré-Cœur
- École primaire Saint-Malo
- École secondaire Cardinal-Roy
- École des métiers et occupations de l'industrie de la construction de Québec (ÉMOICQ)

### Autres services
- Caserne No 3 Saint-Sauveur[22]

## Démographie
Lors du recensement de 2016, le portrait démographique du quartier était le suivant :
- sa population représentait 14,4 % de celle de l'arrondissement et 2,9 % de celle de la ville.
- l'âge moyen était de 42,5 ans tandis que celui à l'échelle de la ville était de 43,2 ans.
- 22,4 % des habitants étaient propriétaires et 77,6 % locataires.
- Taux d'activité de 65,1 % et taux de chômage de 6 %.
- Revenu moyen brut des 15 ans et plus : 32 113 $.

| 1996   | 2001   | 2006   | 2011   | 2016   | 2021   |
| ------ | ------ | ------ | ------ | ------ | ------ |
| 15 515 | 15 405 | 15 605 | 15 810 | 15 495 | 16 110 |

## Galerie

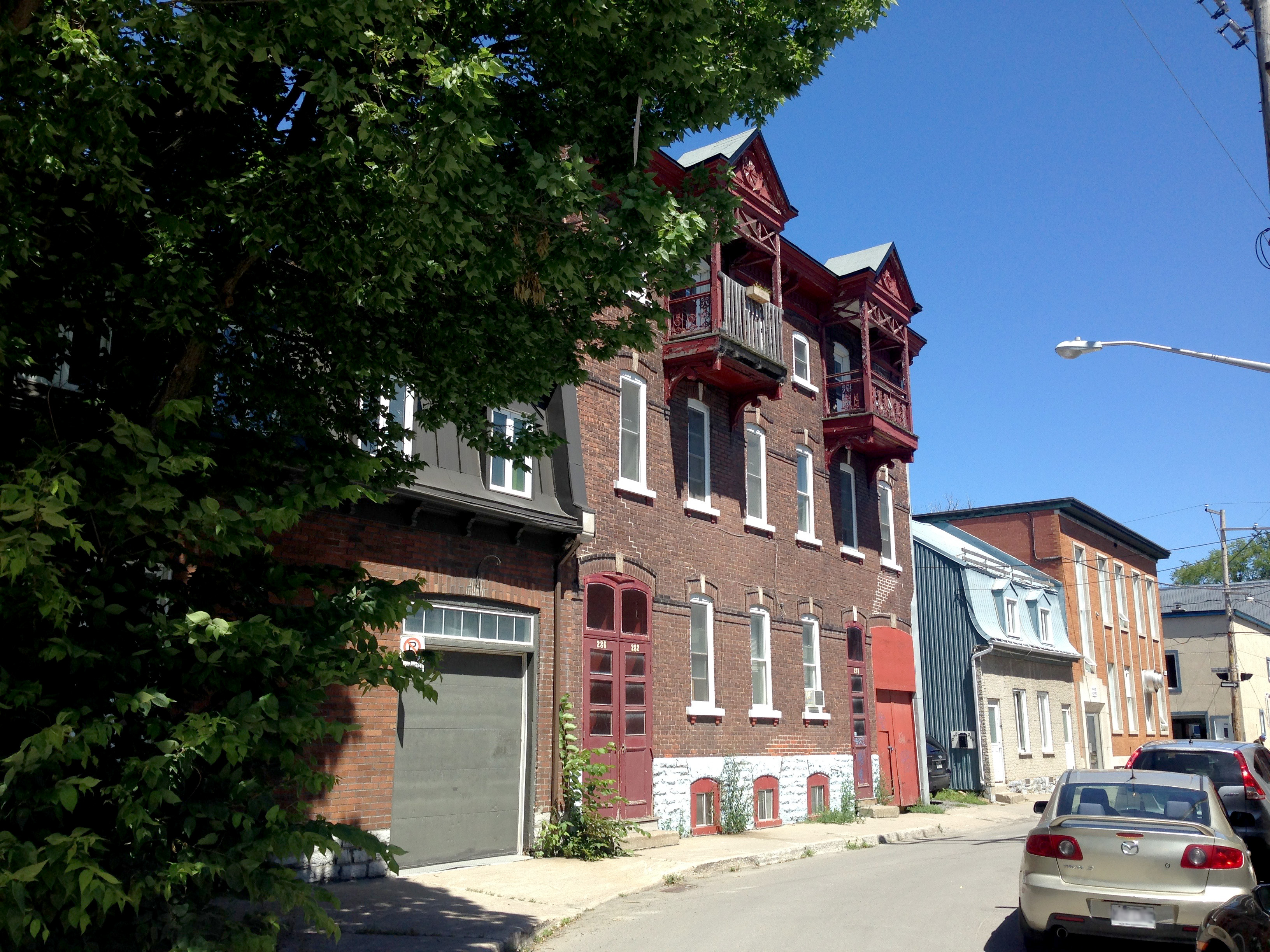
Rue Chénier, près du parc Durocher
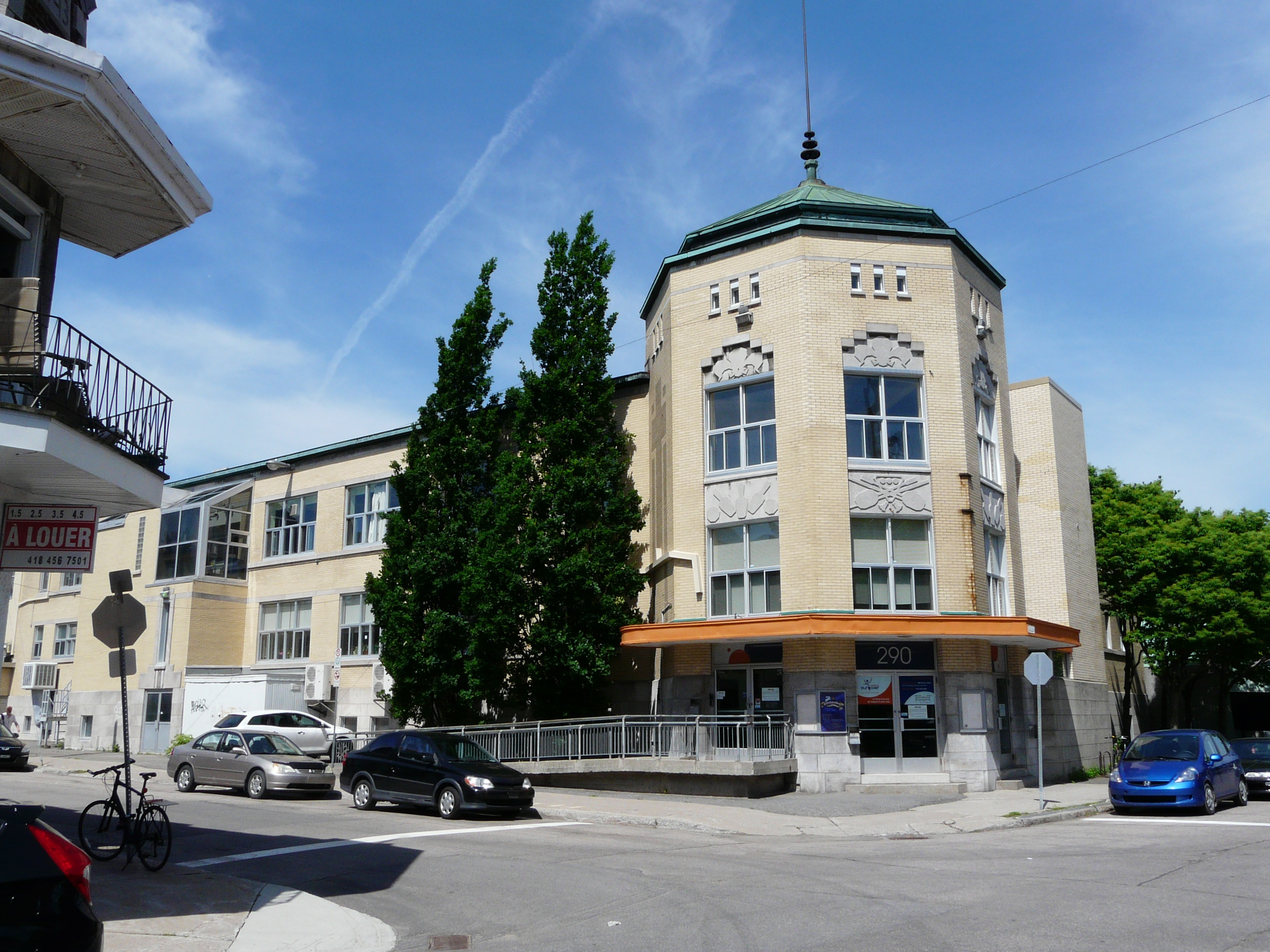
Bâtiment occupé par le centre communautaire Durocher de 1950 à 2014
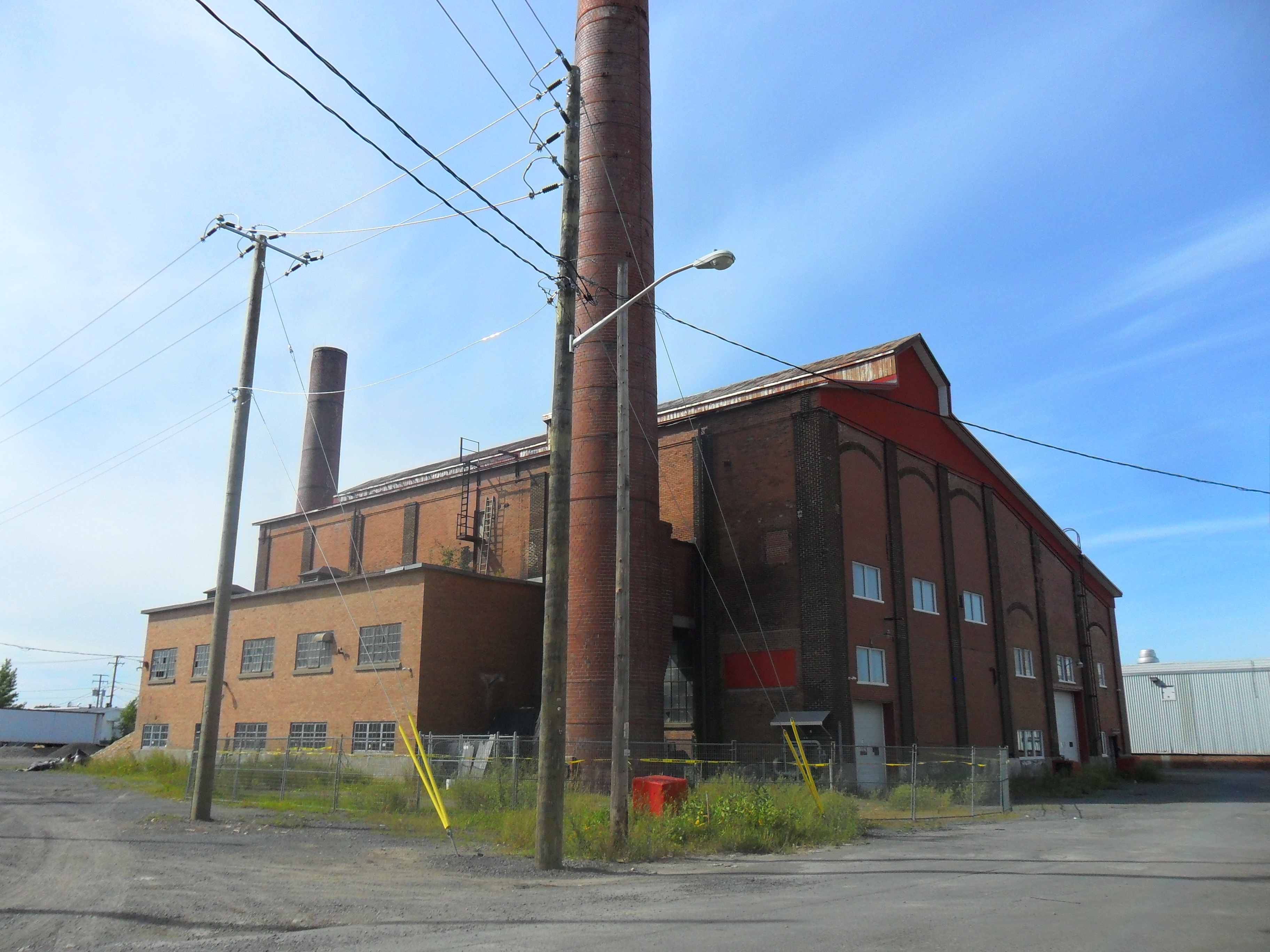
Chaufferie Saint-Malo, dans le parc industriel du même nom
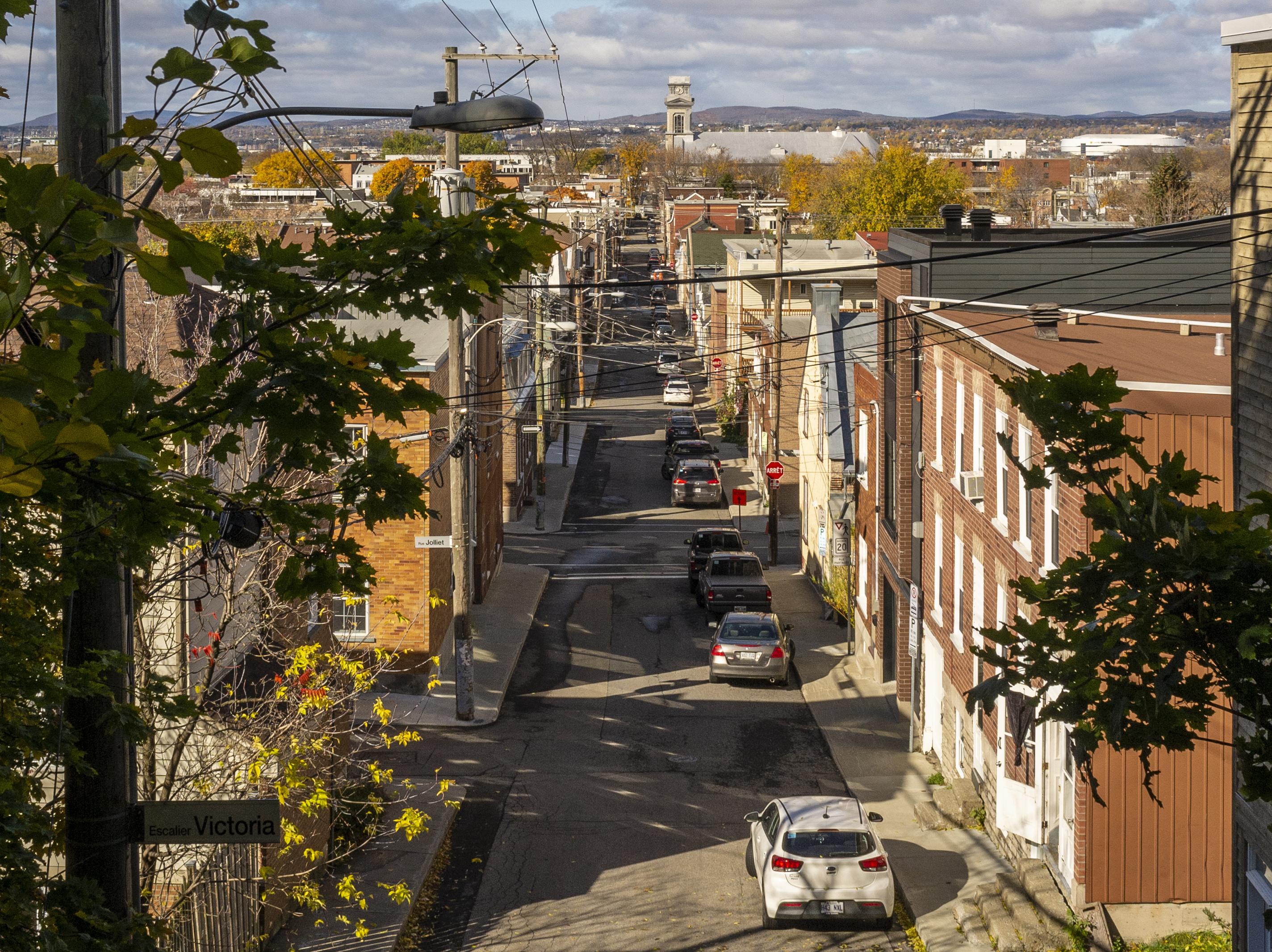
Vue depuis l'escalier Victoria
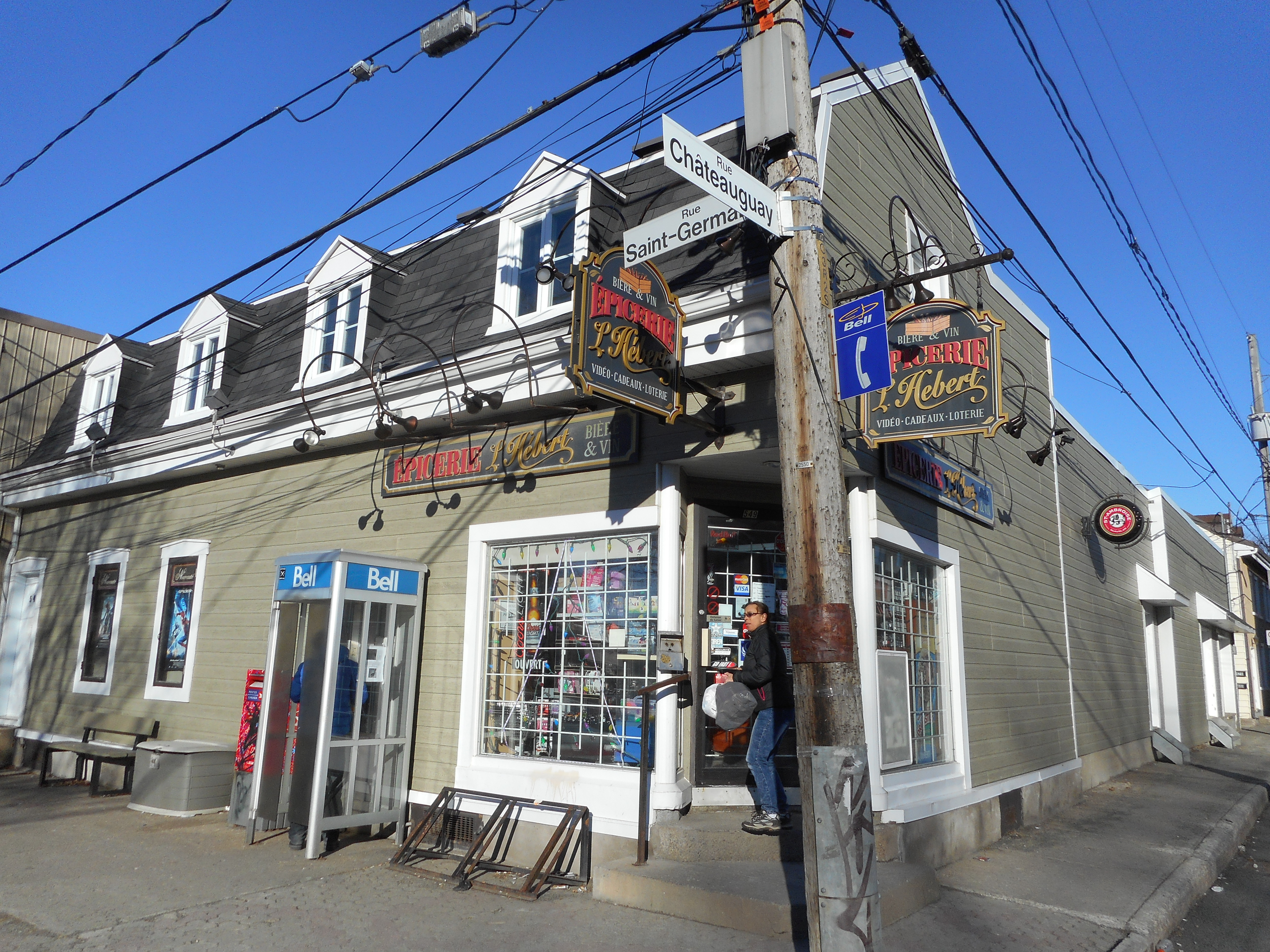
« Dépanneur »